# Senzor de ploaie

Senzor de ploaie

Un senzor de ploaie este o componentă tehnică, care poate determina dacă și cât de mult plouă, pentru a da un semnal la o acțiune.
Există mai multe motive pentru care senzorul de ploaie este folosit. În caz de precipitații, poate da un impuls la un aparat (pompă) care determină oprirea irigării; poate da un impuls pentru închiderea unei uși sau a unui geam; poate da un semnal cînd plouă unui motor pentru ștergătorul de parbriz.
În principal, senzorul de ploaie este folosit la comanda automată al ștergătorului de parbriz. Firma de automobile Peugeot, a fost una dintre primele firme care a oferit la modelele sale în serie acest senzor din anul 1994.  De atunci, aceasta este montat de mai mulți producători de automobile.
La automobile senzorul este montat pe partea interioră a parbrizului. De obicei el este montat atașat în suportul de susținere a oglinzii retrovizoare din partea de sus al parbrizului, sau undeva la marginea exterioară a câmpului de vizibilitate. Cîmpul de măsurare al acestuia are de obicei o dimensiune de 2 cm².
Senzorul de ploaie se bazează pe sistemul de măsurare optoelectronic cu ajutorul unei diode de lumină (LED) că sursă de lumină, și o fotodiodă detectată. 

### Imagini

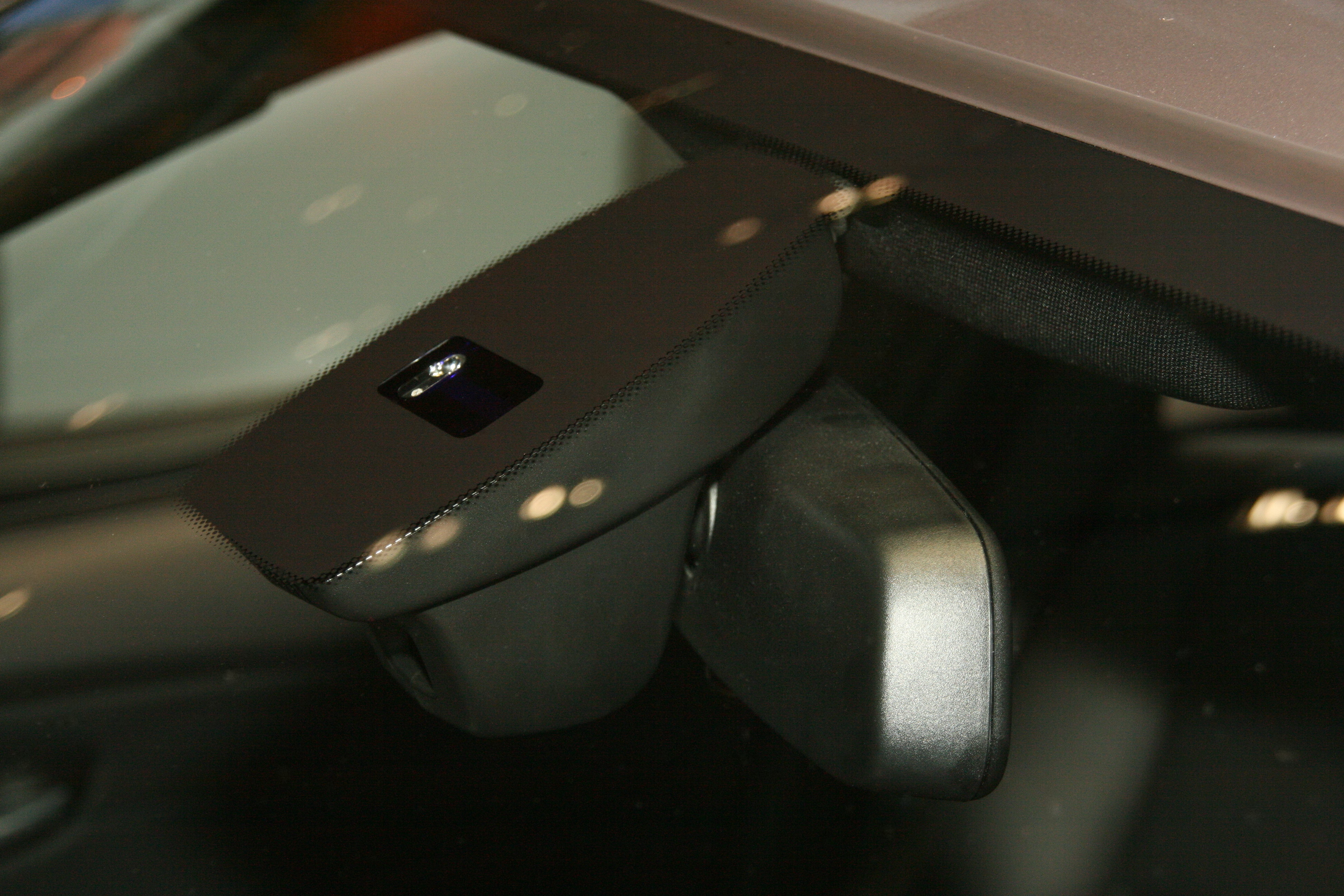
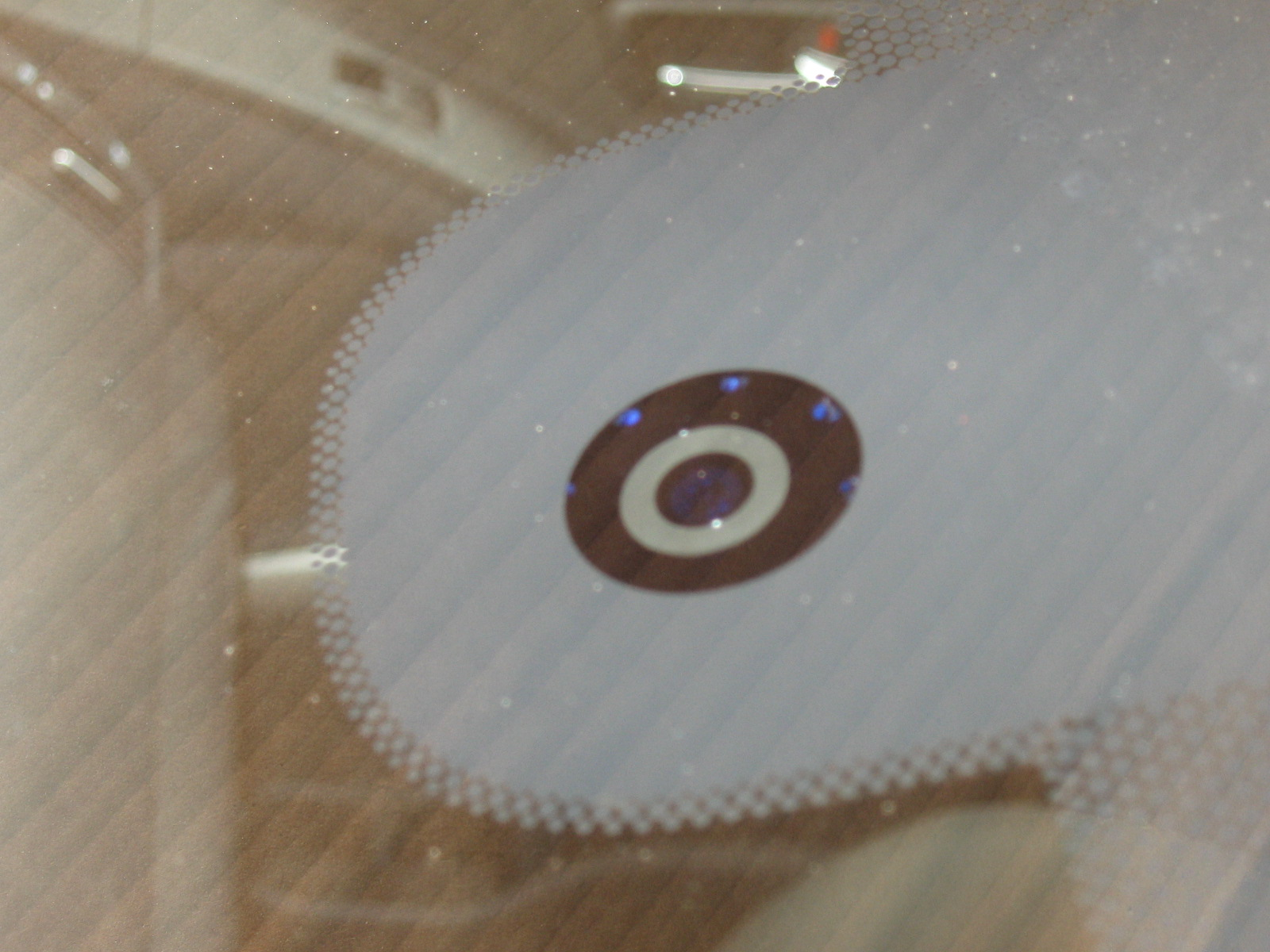
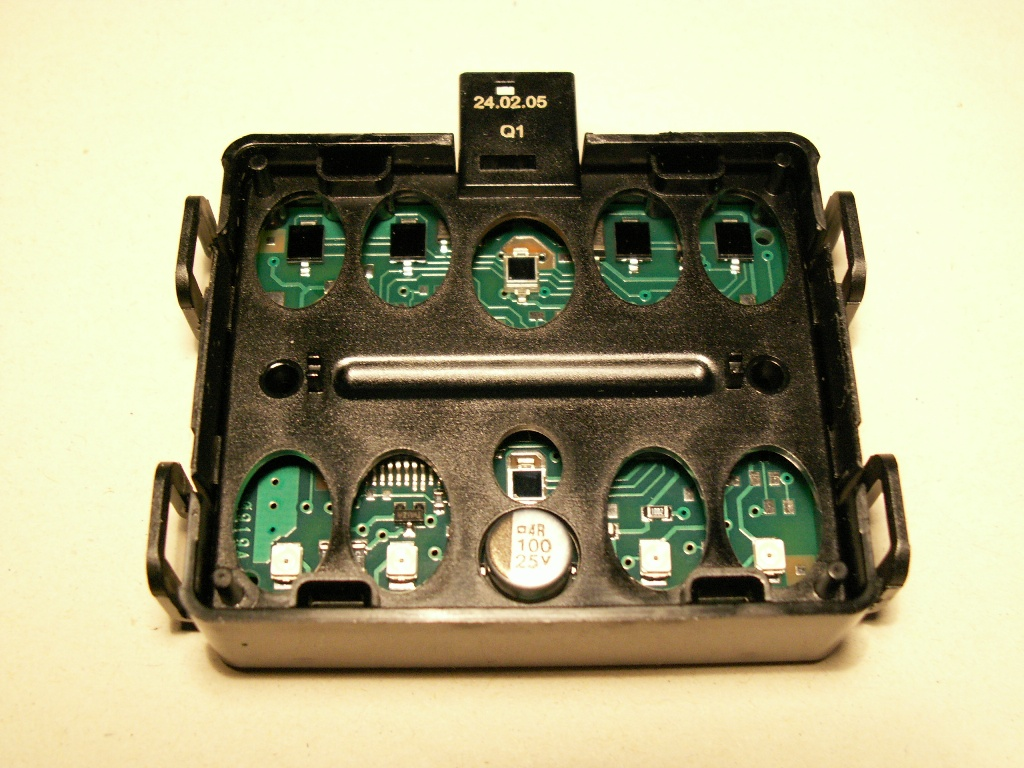
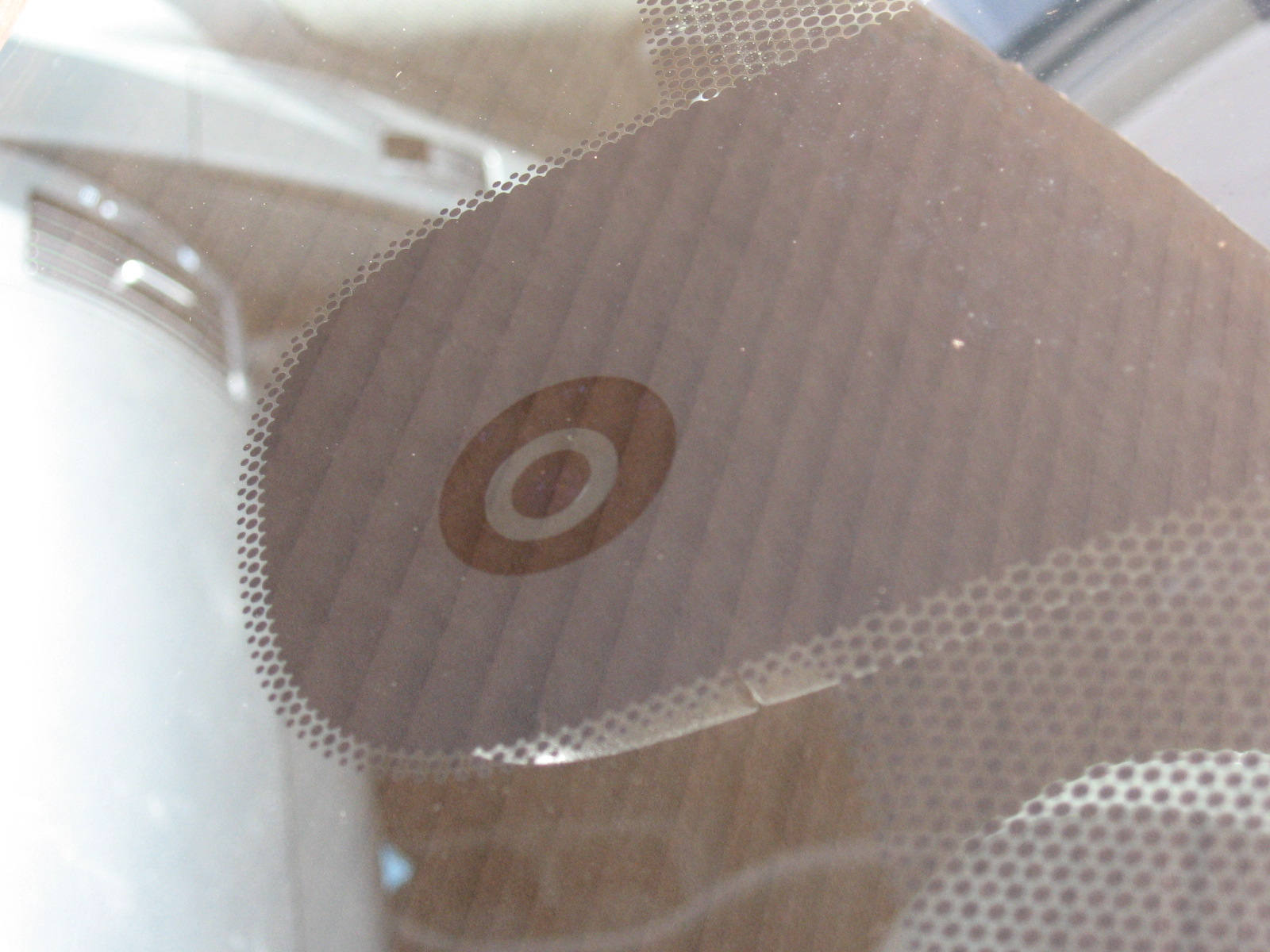